# Хісаїті Терауті
Граф Хісаїті Терауті (яп. 寺内 寿一; 8 серпня 1879, Токіо, Японська імперія — 12 червня 1946, Джохор-Бару, Британська Малая) — японський військовий і державний діяч, маршал Японії (6 червня 1943), міністр армії Японії в уряді Хіроти Кокі. Під час Другої світової війни командував різними фронтовими частинами, залишаючись одним із найвпливовіших представників Імперської армії. Після капітуляції Японії потрапив у полон до союзників, проте за декілька місяців помер від інсульту.

## Дитинство і початок кар'єри
Хісаїті Терауті народився в Токіо й був старшим сином графа Масатаке Терауті, колишнього прем'єр-міністра Японії та генерал-губернатора Кореї. Коли Хісаїті було лише чотири роки, його батько був змушений відправитися до Франції, а тому надалі хлопчик жив зі своєю тіткою в Ямагуті, де й був офіційно зареєстрований. За декілька років Масатаке Терауті повернувся до Японії і вся родина знову повернулася до столиці. 
Закінчивши школу, Терауті вирішив пов'язати своє життя з армією, а тому надалі вступив до Військової академії армії Японії. 1899 року він завершив її, отримавши звання молодшого лейтенанта та своє перше призначення до складу 2-о гвардійського піхотного батальйону, в складі якого служив під час війни з Росією.

## Подальші події
Після завершення даного конфлікту Терауті вступив до Вищої військової академії армії Японії і випустився з неї 1909 року. У липні 1912 року його направили до Австро-Угорщини на посаду військового аташе, а в липні 1914 року перевели на ідентичну посаду, але вже при посольстві у Німеччині. У листопаді 1916 року Терауті повернувся до Японії і, отримавши звання підполковника, був призначений до 2-о піхотного полку у вересні 1917 року. У вересні 1918 року почав працювати у Генеральному штабі Імперської армії, обіймаючи в основному адміністративні посади.
У листопаді 1919 року Хісаїті отримав титул графа після смерті батька та був підвищений до полковника. У вересні 1920 року очолив 2-й гвардійський піхотний батальйон, а у вересні 1923 року — штаб гвардія імператора, основним завданням якої було здійснювати охорону монарха.
У лютому 1924 року Терауті став генерал-майором, а в березні 1926 року перевівся до штабу 1-ї дивізії. 

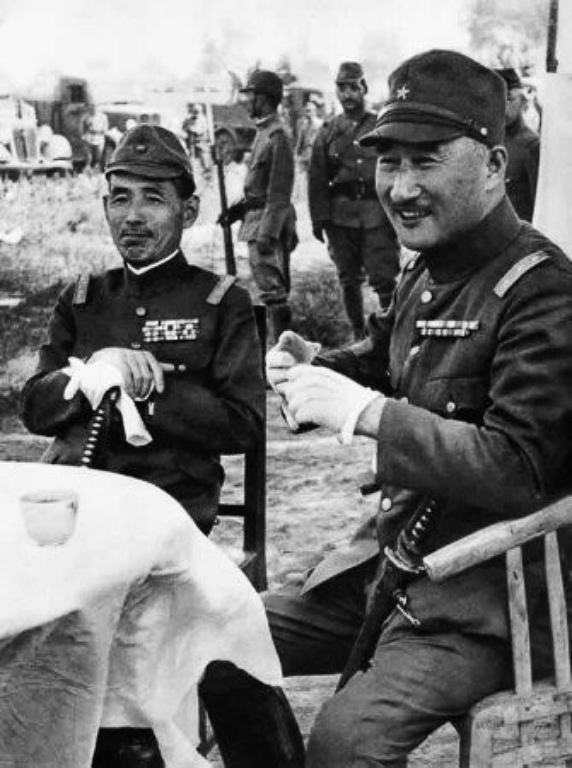
Хісаїті Терауті (праворуч) і Сюнроку Хата, 1938 рік

У серпні 1927 року граф став начальником штабу Корейської армії, а вже за два роки йому було присвоєно звання генерал-лейтенанта та він прийняв командування 5-ю дивізією, яка базувалася в Хіросімі. У січні 1932 року переведений до складу 4-ї дивізії, яка розташовувалася в Осаці. 1933 року він особисто узяв участь у конфлікті з поліцейськими, які намагалися притягнути до відповідальності його ж підопічних. Результатом цього став масштабний конфлікт між Міністерством внутрішніх справ і Міністерством армії, що завершився компромісом — віднині всі порушення закону військовими повинні були розглядатися винятково військовою поліцією, а цивільні служби не мали на армію жодного впливу, що фактично поставило всіх військових у привілейоване становище. 
У серпні 1934 року Терауті був призначений командиром військ на Тайвані, а у жовтні 1935 року отримав звання генерала.
Після бунту офіцерів Терауті недовго обіймав посаду міністра армії в уряді Кокі. Перебуваючи на ній, він розпочав оновлення армії, а також ініціював відсторонення членів Кодохи від усіх важелів влади. Проте генерал володів запальною вдачею, що зрештою його й погубило. Так у січні 1937 року він вступив у словесну перепалку з головою парламенту, звинувачуючи останнього у наклепі на армію. Цей епізод посилив протистояння між військовими та цивільними політиками, що змусило прем'єр-міністра відправити генерала у відставку з метою запобігання виникненню подібних епізодів у майбутньому. 
Одразу після звільнення Тераурі став інспектором Генерального штабу армії з питань військової підготовки, а з початком війни в Китаї відправився туди та очолив війська, що діяли на півночі республіки.

## Друга світова війна

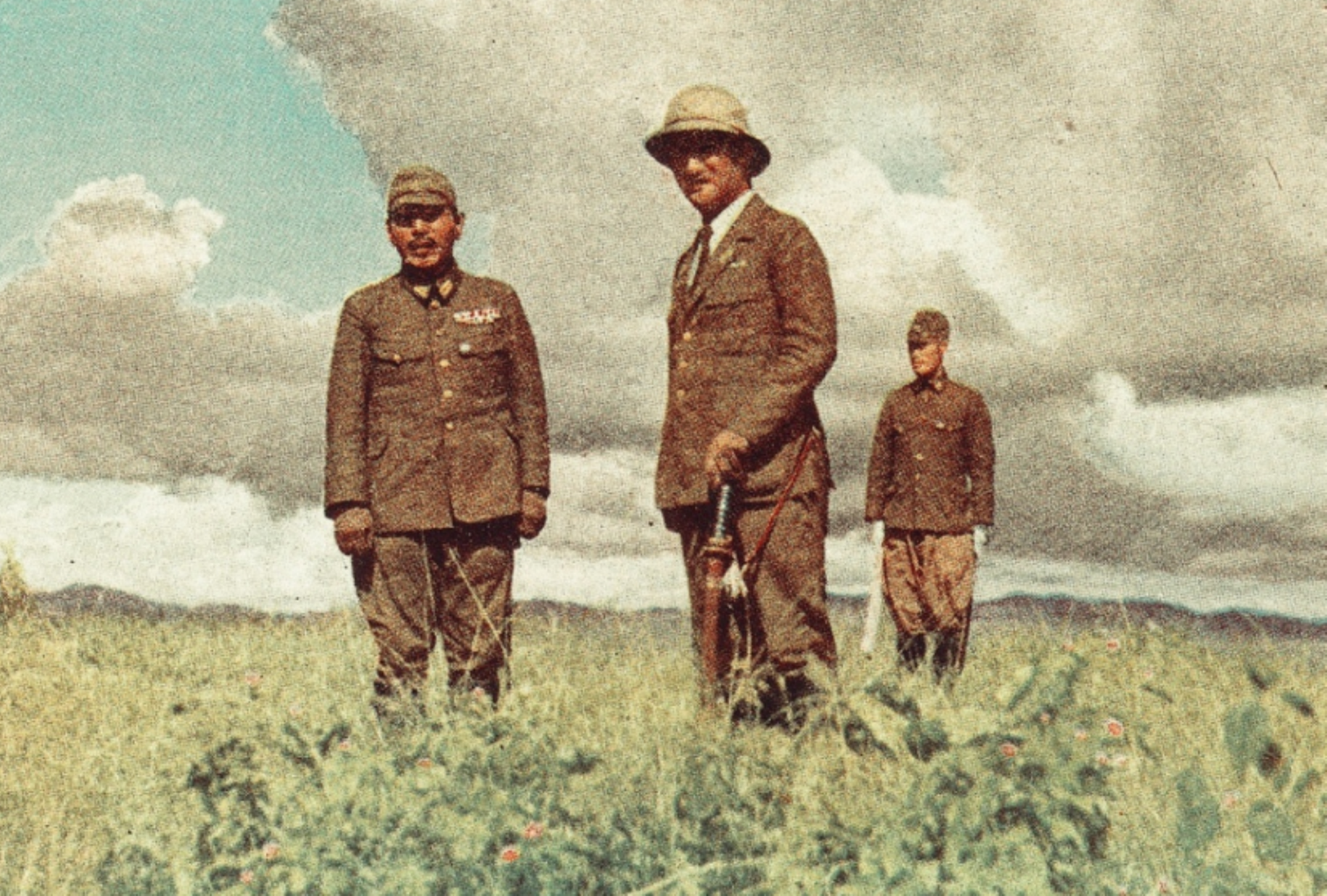
Хісаїті Терауті у Сінгапурі, 1942 рік

У листопаді 1941 року він очолив південний фронт, що мав діяти у південно-східній частині Азії. Тут же він активно здійснював координацію своїх дій із діями флоту адмірала Ямамото. Саме Терауті керував захопленням Голландської Ост-Індії, брав участь у Новогвінейській кампанії, битві за Сінгапур (де він пізніше розмістив свій штаб) та інших важливих наступальних операціях японських військ, завдаючи союзникам великих втрат.
За свої успіхи 6 червня 1943 року граф був підвищений до маршала Японії. 
Наступного року він переніс свій штаб із Сінгапура на Філіппіни. Коли ж союзники почали відбивати у японців дану територію, Терауті відступив до Французького Індокитаю, зайнявши оборону в Сайгоні. Невдовзі отримав повідомлення про втрату Бірми. 10 травня 1945 року переніс перший інсульт. 
Коли ж війна наближалася до свого завершення, а поразка Японії стала очевидною, союзники направили парламентерів до Сайгона, щоб вони особисто переконалися в тому, що маршал Терауті перебуває у госпіталі та не може особисто вести переговори про здачу в полон. Одначе Хісаїті наказав усім підлеглим йому солдатам здатися в полон, а 30 листопада 1945 року й сам зробив це. 
12 червня 1946 року граф, перебуваючи в Джохор-Бару, переніс ще один інсульт, унаслідок чого помер. 